# Легради, Шандор
Алекса́ндр (Ша́ндор) Ле́гради (венг. Légrády Sándor; 13 сентября 1906, Будапешт — 15 июня 1987, там же) — венгерский живописец, ювелир, график, автор рисунков многих почтовых марок Венгрии.

## Биография
Родился 13 сентября 1906 года в Будапеште. Он обучался в Венгерской Королевской национальной школе прикладного искусства на ювелира, затем учился в столичном профессиональном училище на художника-декоратора по росписи стекла. С 1929 года Ш. Легради работал в Государственной типографии Венгрии, где создавал проекты марок и ценных бумаг.

## Творчество
В 1923 году Легради принял участие в работе Национальной скаутской выставки, где его картина «Patrona Hungariae» была удостоена приза как лучшая работа.
Шандор Легради — один из крупнейших венгерских художников почтовых марок. Он дебютировал в этом качестве в 1932 году, подготовив для венгерской почты рисунки марок серии к 700-летию со дня смерти святой Елизаветы Венгерской. Созданная художником в 1938 году серия, посвящённая Иштвану I Святому заняла первое место на конкурсе в Буэнос-Айресе.
Из 320 марок, выпущенных в Венгрии до 1945 года, Легради было подготовлено 133. После 1945 года он исполнил рисунки для более 30 выпусков. Последняя марка была создана художником в 1980 году, она была посвящена 925-летию Тиханьского аббатства бенедиктинцев.
Шандор Легради является также автором нового герба Венгерской Народной Республики, так называемого «герба Кадара», принятого в 1957 году.

### Марки работы Легради

Первая работа Легради в филателии — марка Венгрии, посвящённая святой Елизавете Венгерской, 1932

- 700 лет со дня смерти святой Елизаветы Венгерской  (Mi #480-483; Sc #458-461), 1932
- Знаменитые венгры  (Mi #489-500, 549-550; Sc #468-479, 509-510), 1932, 1937
- Скаутское джамбори в Гёдёллё  (Mi #511-515; Sc #481-485), 1933
- 200 лет со дня смерти Ференца II Ракоци  (Mi #517-521; Sc #487-491), 1935
- 300-летие основания Петером Памазани трнавского (будапештского) университета  (Mi #522-527; Sc #492-497), 1935
- Полёты на самолётах  (Mi #528-537; Sc #C35-C44), 1936
- 250-я годовщина освобождения крепости Буда от турок  (Mi #538-542; Sc #498-502), 1936
- 900 лет со дня смерти Иштвана I Святого  (Mi #551-564, Block2; Sc #511-524, 528), 1938
- Церковь в Венгрии  (Mi #598-611; Sc #537-550), 1939
- 1-я Международная конференция сторонников мира (джамбори девочек-скаутов) в Гёдёллё  (Mi #612-615; Sc #551-554), 1939
- Протестантская церковь в Будапеште  (Mi #616-620, Block5-6; Sc #B103-B109), 1939
- Национальный фонд авиации  (Mi #623-625; Sc #B110-B112), 1940
- 20-летие регентства Миклоша Хорти  (Mi #626-628; Sc #555-557), 1940
- Помощь пострадавшим от наводнения  (Mi #629-631, Block7; Sc #B113-B116), 1940
- Возвращение северо-восточной Трансильвании  (Mi #638; Sc #558), 1940
- Помощь Трансильвании  (Mi #640-642; Sc #B123-B125), 1940
- Национальный фонд авиации  (Mi #651-654; Sc #B131-B134), 1941
- Миклош Хорти  (Mi #657-659; Sc #570-572), 1941
- 50 лет со дня смерти Лайоша Кошута (две марки из четырёх  (Mi #746-747; Sc #622-623), 1944
- Годовщина смерти Эндре Байчи-Жилински  (Mi #773; Sc #B187), 1945
- Изобретатели и исследователи  (Mi #1011-1020; Sc #C53-C62), 1948
- Поэты и писатели  (Mi #1023-1032; Sc #CB3-CB12), 1948
- 100-летие Цепного моста в Будапеште (блок)  (Mi #Block17; Sc #C66), 1949
- Пятилетний план  (Mi #1069-1082; Sc #871-884), 1950
- 20-летие венгерского музея филателии  (Mi #1086-1087; Sc #870, C68), 1950
- 5-летие освобождения Венгрии  (Mi #1088-1091; Sc #885-888), 1950
- Турнир претендентов по шахматам в Будапеште  (Mi #1092-1094; Sc #889-890, C69), 1950
- 60-летие 1 Мая  (Mi #1095-1097; Sc #891-893), 1950
- Спорт  (Mi #1129-1138; Sc #920-924, C82-C86), 1950
- 1 Мая  (Mi #1160-1162; Sc #935-937), 1951
- Пятилетний план. Строительство в Будапеште  (Mi #1186-1191, 1241-1242, 1255-1260; Sc #962-967, 1004-1011), 1951—1952
- Результаты пятилетнего плана  (Mi #1192-1198; Sc #968-971, C91-C93), 1951
- 34-я годовщина Октябрьской революции в России  (Mi #1213-1215; Sc #979-981), 1951
- 1 Мая  (Mi #1244-1246; Sc #997-999), 1952
- 500 лет со дня рождения Леонардо да Винчи и 150-летие со дня рождения Виктора Гюго  (Mi #1253-1254; Sc #C109-C110), 1952
- 35-я годовщина Октябрьской революции в России  (Mi #1276-1278; Sc #1025-1027), 1952
- 10-летие Сталинградской битвы (одна марка из двух  (Mi #1283; Sc #1032), 1953
- 250-я годовщина восстания 1703 года. Ференц II Ракоци  (Mi #1315-1319; Sc #1043-1047), 1953
- Учёные  (Mi #1398-1408; Sc #1098-1108), 1954
- Венгерские поэты  (Mi #1446-1448; Sc #1137-1139), 1955
- 10-летие со дня смерти Бела Бартока  (Mi #1450-1452; Sc #1140, C168-C169), 1955
- 500 лет со дня смерти Яноша Хуньяди  (Mi #1470; Sc #1158), 1956
- 70 лет эсперанто  (Mi #1488A-1489A; Sc #C170-C171), 1957
- Государственный герб ВНР  (Mi #1498A-1499A; Sc #1171-1172), 1957
- 4-й Международный конгресс профсоюзов в Лейпциге  (Mi #1500; Sc #1173), 1957
- Экономия средств и страхование жизни (три марки из шести  (Mi #1513A-1514A, 1518A; Sc #1183-1184, 1188), 1958
- Совещание министров связи социалистических стран в Праге (одна марка из двух  (Mi #1533; Sc #C184), 1958
- 150 лет со дня смерти Й. Гайдна и 200 лет со дня рождения Ф. Шиллера  (Mi #1618A-1623A, Block29; Sc #1254-1260b), 1959
- Выставка почтовых марок СССР в Будапеште  (Mi #1629A-1632A; Sc #1264-1267), 1959
- XVII Летние Олимпийские игры в Риме  (Mi #1686A-1696A; Sc #1326-1335, B218), 1960
- Великие времена и великие события  (Mi #1906, 1919-1923, 1942-1943, 1951-1953, 1963-1966; Sc #1492-1506), 1963
- Транспорт  (Mi #2009A-2016A; Sc #1514, 1517, 1523-1528), 1964
- 80 лет со дня рождения Элеоноры Рузвельт  (Mi #2017; Sc #1596), 1964
- 20-я годовщина освобождения Венгрии. Цветы  (Mi #2111A-2119A; Sc #1669-1677), 1965
- 1-й Международный конгресс «Эпоха Возрождения» в Будапеште  (Mi #2122; Sc #1678), 1965
- 100-летие Международного союза электросвязи  (Mi #2124; Sc #1680), 1965
- Международный год сотрудничества  (Mi #2136; Sc #1683), 1965
- 100-летие со дня смерти Игнаца Земмельвейса  (Mi #2163; Sc #1694), 1965
- 50-я годовщина Октябрьской революции в России  (Mi #2365A-2367A; Sc #1858-1860), 1967
- Годовщина смерти Золтана Кодая( (Mi #2396; Sc #1888), 1968
- Памяти космонавтов  (Mi #Block63A; Sc #C275), 1968
- Озеро Балатон  (Mi #2417-2420, 2502; Sc #1908-1911), 1968-1969
- 100-летие со дня смерти Михая Томпа  (Mi #2432; Sc #1922), 1968
- 50-я годовщина со дня смерти Эндре Ади  (Mi #2474; Sc #1949), 1969
- Полёт космических кораблей «Союз-4» и «Союз-5»  (Mi #2492A-2493A; Sc #C285-C286), 1969
- 50 лет Международной организации труда  (Mi #2505; Sc #1974), 1969
- Первое пилотируемое прилунение — Аполлон-11  (Mi #Block72A; Sc #C295), 1969
- 100-летие почтовой карточки  (Mi #2543; Sc #2004), 1969
- 100-летие со дня рождения Махатмы Ганди  (Mi #2544; Sc #2005), 1969
- Путь к Луне  (Mi #2547A-2554A; Sc #C287-C294), 1969
- 1000-летие со дня рождения Иштвана I Святого  (Mi #2602; Sc #2033), 1970
- Шедевры венгерских ювелиров  (Mi #2625A-2632A; Sc #2045-2052), 1970
- Полёт космического корабля «Аполлон-14»  (Mi #Block80A; Sc #C312), 1971
- Выставка «Мир охоты» в Будапеште  (Mi #2664A-2671A, Block82A; Sc #2066-2073, C313), 1971
- 100 лет венгерской почтовой марке  (Mi #2692; Sc #2087), 1971
- 1000 лет городу Секешфехервар  (Mi #2782A-2788A, Block92A; Sc #2156-2163), 1972
- 50-летие Международного союза железных дорог  (Mi #2803; Sc #2177), 1972
- Преподавание правил дорожного движения  (Mi #2894A-2896A; Sc #2247-2249), 1973
- 100-летие со дня рождения Альберта Швейцера  (Mi #3014A-3020A; Sc #2340-2346), 1975
- 100-летие музыкальной академии Ференца Листа  (Mi #3080; Sc #2385), 1975
- 700 лет городу Шопрон  (Mi #3206; Sc #2490), 1977
- История дирижаблестроения  (Mi #3230A-3236A; Sc #C385-C391), 1977
- Венгерские королевские регалии  (Mi #Block135A; Sc #2548), 1978
- 925 лет Тиханьского аббатства бенедиктинцев  (Mi #3419; Sc #2638), 1980

## Память
В 2006 году к 100-летнему юбилею художника почта Венгрии выпустила марку. На ней изображён портрет Ш. Легради и фрагмент эскиза неизданной марки «Венгерское искусство», который хранится в музее филателии Венгрии.